# Judit Füleki
Judit Füleki (* 27. November 1989) ist eine ungarische Biathletin.
Judit Füleki gab ihr internationales Debüt im Rahmen der Juniorenrennen der Sommerbiathlon-Weltmeisterschaften 2004 in Osrblie, wo sie 34. im Sprint und 37. der Verfolgung wurde. Seit der Saison 2004/04 trat sie auch in Rennen des Biathlon-Europacups der Junioren, dem späteren IBU-Cup, an. Erstes Winter-Großereignis wurden die Junioren-Weltmeisterschaften 2005 in Kontiolahti. Füleki wurde 68. des Einzels und 69. des Sprints. Ein Jahr später kam sie bei den Juniorenrennen der Biathlon-Europameisterschaften 2006 in Langdorf zum Einsatz und wurde dort 62. des Einzels und 63. des Sprintrennens. 2007 kam sie in Martell wieder bei der Junioren-WM zum Einsatz und lief auf die Plätze 71 im Einzel und 76 im Sprint. Auch in Ruhpolding trat sie 2008 im Einzel wie auch im Sprint an und belegte die Ränge 71 und 80. Im weiteren Jahresverlauf startete sie auch bei den Juniorenrennen der Sommerbiathlon-Weltmeisterschaften 2008 in der Haute-Maurienne und wurde im Crosslauf-Sprint 28. und auf Rollskiern 33. Zum vierten und letzten Mal kam Füleki in Canmore bei einer Junioren-Weltmeisterschaft zum Einsatz. Sie startete einzig im Einzel, bei dem sie auf den 50. Platz kam. Ihre letzten Juniorenrennen bestritt die Ungarin bei den Sommerbiathlon-Weltmeisterschaften 2010 in Duszniki-Zdrój und kam im Sprint auf den 40. Platz.
2006 startete Füleki in Martell erstmals bei den Frauen im Europacup zum Einsatz. Im Sprint kam sie in ihrem ersten Rennen auf einen 15. Platz und gewann damit sofort Punkte. 2007 wurde sie in der Haute-Maurienne Zehnte im Sprint und erreichte damit ihre beste Platzierung in der Rennserie. Erstmals bei einer Großveranstaltung im Leistungsbereich kam die Ungarin im Rahmen der Biathlon-Europameisterschaften 2008 in Nové Město na Moravě zum Einsatz und belegte dort den 58. Platz im Sprintrennen.